# Leucophenga decaryi
Leucophenga decaryi är en tvåvingeart som först beskrevs av Seguy 1932.  Leucophenga decaryi ingår i släktet Leucophenga och familjen daggflugor.
Artens utbredningsområde är Madagaskar. Inga underarter finns listade i Catalogue of Life.